# Giovanni Bicilli

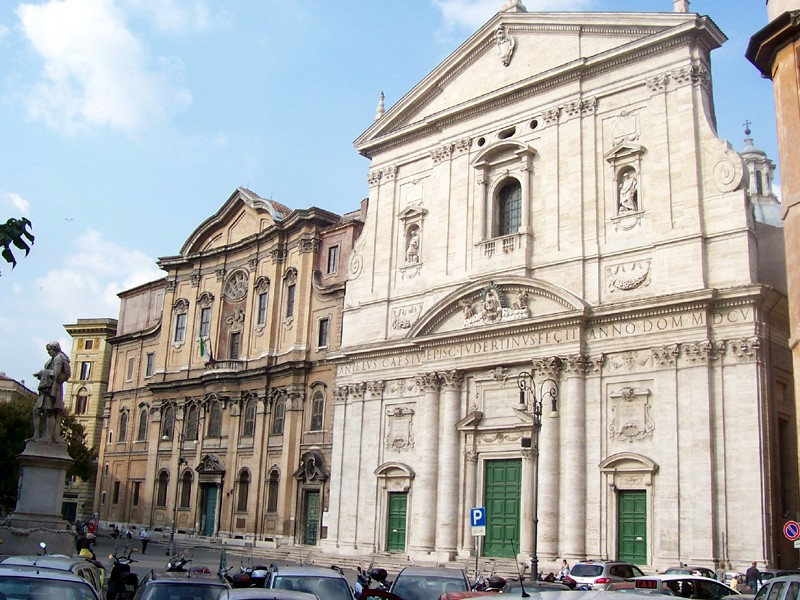
Oratorio e chiesa di Santa Maria in Vallicella a Roma, dove Giovanni Bicilli fu maestro di cappella per oltre cinquant'anni

Giovanni Bicilli (Becilli) (Roma, 1627 ca. – Roma, 6 ottobre 1705) è stato un compositore e organista italiano.

## Biografia
Nacque probabilmente a Roma nel 1627 circa da Giacomo originario di Urbino.
Nulla è noto circa la sua formazione. Poco più che ventenne, il 18 dicembre 1648 Giovanni Bicilli fu nominato maestro di cappella della chiesa e dell'oratorio di S. Maria in Vallicella a Roma, succedendo a Giovanni Francesco Marcorelli. La famiglia aveva strette relazioni con la Congregazione dell'Oratorio in S. Maria in Vallicella, nella quale lo zio, Cesare Bicilli (Urbino 1570 - Roma 1649), medico personale del cardinale Cesare Baronio, era entrato nel 1610. Il padre Giacomo forse doveva avere qualche competenza musicale dato che nel 1646 aveva redatto un inventario delle musiche della chiesa e dell'oratorio di S. Maria in Vallicella (Chiesa Nuova).

Nel 1651 Bicilli era membro della compagnia dei musici di S. Cecilia. Già da quegli anni alcuni suoi brani furono pubblicati nelle antologie dei musica sacra curate da Florido de Silvestris, insieme a quelli dei più importanti maestri di cappella romani del tempo.

Il duca di Mantova Carlo Gonzaga apprezzava molto lo stile delle sue cantate, e nel 1655 giunse a offrirgli un posto di maestro di cappella alla sua corte. Tuttavia, Bicilli preferì non allontanarsi da Roma, anche se rimase in contatto con la corte mantovana a cui inviava sue cantate.  Essendo anche un apprezzato insegnante di musica, il duca di Mantova nel 1659 gli affidò la formazione del giovane cantante Pietro Valentino.

Collaborò anche alle musiche per la quaresima all'oratorio del Ss. Crocifisso di S. Marcello negli anni 1658, 1665, 1667 e 1671. 

Nel marzo 1673 si dimise dall'incarico alla Vallicella per assumere il posto di maestro di cappella della basilica di S. Giovanni in Laterano. Nell'ottobre 1677, Bicilli fu riassunto come maestro alla Vallicella, riuscendo, però, a conservare anche il posto nella basilica lateranense fino al 1684.

Nel 1693 fece dono alla Congregazione dell'Oratorio di Roma delle partiture di quarantasei oratori da lui composti, elencate nell'inventario che venne redatto al momento della consegna. 

Ormai anziano ebbe come maestri coadiutori alla Vallicella l'allievo Quirino Colombani (marzo 1696), Alessandro Scarlatti (gennaio 1703 - maggio 1705) e Pietro Paolo Bencini (maggio 1705 - ottobre 1705), che gli successe nella carica.

Bicilli morì a Roma il 6 ottobre 1705 all'età di 78 anni.

Nell'Archivio della Congregazione dell’Oratorio di Napoli (Girolamini) si conservano le partiture dei suoi oratori S. Felicita, I Maccabei, S. Nicolò di Bari, S. Cecilia e S. Teresa, oltre a un Laudate pueri Dominum, salmo a cinque voci concertato. Restano poi i libretti manoscritti di suoi oratori, quali S. Francesco d’Assisi (Lelio Orsini), S. Felicita (Ottavio Falconieri), Adamo ed Eva, I Maccabei, Conversione di s. Agostino, La distruttione di Gerusalemme e S. Nicolò (Cesare Mazzei), S. Teresa e S. Cecilia (Carlo Annibale Stelluti), Ismaele esiliato (Giuseppe Domenico de Totis), S. Casimiro (Ottavio Santacroce), S. Filippo Neri (Sebastiano Lazzarini), La vita umana (Pietro Filippo Bernini).

Di Bicilli si conservano manoscritte una decina di cantate per soprano e basso continuo, la cantata a 3 voci con strumenti Bellezza e cortesia (1677) e una trentina di composizioni sacre a lui attribuite, tra cui Salmi a 8 voci in 2 cori, Litanie a 4 voci, mottetti a 2 e 3 voci.

Alcuni suoi mottetti concertati a 2 e 3 voci furono inclusi regolarmente nelle diverse raccolte di Sacrae cantiones curate da Florido de Silvestris.